# تبرع

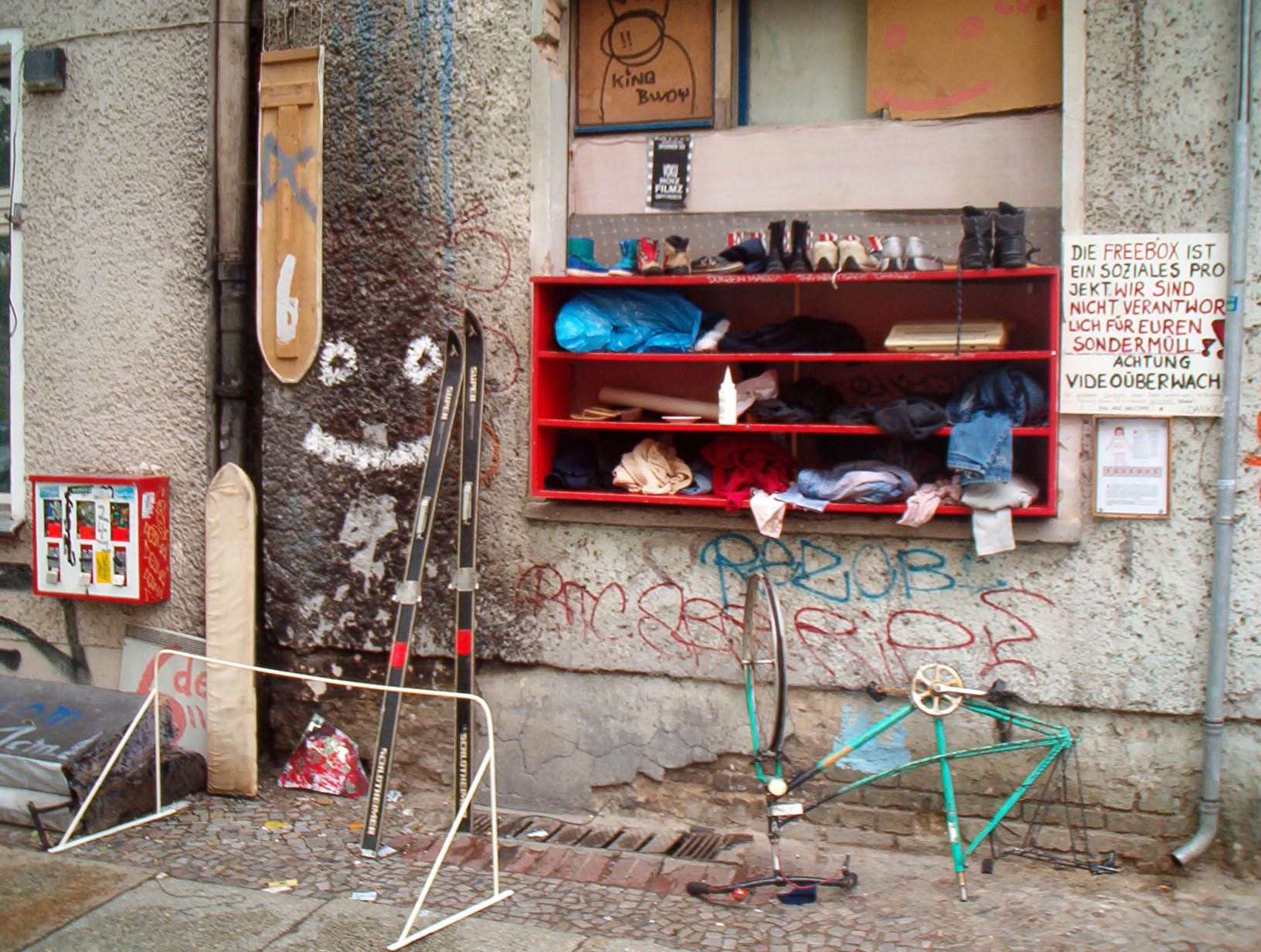
مكان مخصص لوضع التبرعات في برلين.

التبرع هو هدية مقدمة من شخصيات فردية أو معنوية لأغراض خيرية. يمكن أن يكون التبرع نقدياً على شكل صدقات، بتقديم الخدمات، أو عينياً بما في ذلك الطعام والملابس والألعاب وغير ذلك.
عادة ما يكون التبرع مطلوباً في أوقات الفاقة والأزمات على شكل مساعدات إنسانية، وقد يكون سبب الحاجة إلى التبرع طبياً كما في التبرع بالدم أو بالأعضاء.

## اقرأ أيضاً
- إحسان
- جمع تبرعات
- تبرع بالدم
- تبرع بالأعضاء